# 日南市立酒谷小学校
日南市立酒谷小学校（にちなんしりつ さかたにしょうがっこう）は、宮崎県日南市酒谷にある公立の小学校。

## 概要
歴史
1874年（明治7年）に創立。現校名になったのは1956年（昭和31年）。2024年（令和6年）に創立150周年を迎えた。
通学区域
「酒谷1～3区、酒谷5～10区」。中学校区は日南市立飫肥中学校。
校章
中央に校名の頭文字である「酒」の文字を配している。
校歌
作詞は矢野不二夫、作曲は海老原直による。歌詞は3番まであり、2番の歌詞中に校名の「酒谷」が登場する。
特色
「日南市立小規模校就学特別認可校（小規模特認校）」に指定されており、校区外からでも入学及び転入学が可能。

## 沿革
- 1872年（明治5年）- 学制の発布と同時に、桜馬場教育所が「桜馬場小学校」に改称。
- 1887年（明治20年）- 小学校令施行により、簡易科（3年制）を設置の上、「簡易酒谷小学校」となる。
- 1889年（明治22年）5月1日 - 南那珂郡「酒谷村」が発足。
- 1890年（明治23年）- 尋常科（4年制）を設置の上、「尋常酒谷小学校」に改称。
- 1892年（明治25年）4月 - 「酒谷尋常小学校」に改称。
- 1897年（明治30年）11月25日 - 酒谷村桃の木に校舎を移転。
- 1903年（明治36年）4月 - 高等科（4年制）を併置の上、「酒谷尋常高等小学校」に改称。
- 1908年（明治41年）4月 - 改正小学校令により、義務教育年限（尋常科の修業年限）が4年から6年に延長となる。
  - 旧高等科1年を尋常科5年に、旧高等科2年を尋常科6年に、旧高等科3年を高等科1年に、旧高等科4年を高等科2年に改める。
- 1941年（昭和16年）4月1日 - 国民学校令により、「酒谷村酒谷国民学校」と改称。尋常科を初等科に改める。
- 1947年（昭和22年）- 学制改革が行われる（六・三制の実施）。
  - 4月1日 - 国民学校の初等科が、新制小学校「酒谷村立酒谷小学校」に改組・改称。
  - 5月8日 - 国民学校の高等科は青年学校普通科とともに、新制中学校「酒谷村立酒谷中学校」に改組・改称。
- 1952年（昭和27年）11月 - 現在地に木造新校舎4棟が完成。
- 1956年（昭和31年）4月1日 - 日南市への編入により、「日南市立酒谷小学校」（現校名）に改称。
- 1963年（昭和38年）1月 - 学校給食を開始。
- 1976年（昭和51年）3月 - 創立100周年記念式典を挙行。
- 1979年（昭和54年）
  - 1月 - 新校舎が完成。
  - 4月1日 - 日南市立上酒谷小学校を統合。
- 1992年（平成4年）10月 - 第1回酒谷小中合同運動会を開催。
- 1997年（平成9年）9月 - 台風により、給食調理室が被害を受ける。
- 1998年（平成10年）9月 - 給食調理室の完成により、酒谷中学校との親子方式[1]給食を開始。
- 2005年（平成17年）4月1日 - 複式学級（2・3年）を設置。
- 2010年（平成22年）11月 - 放課後子ども教室を開始。
- 2015年（平成27年）
  - 3月 - 自校給食を終了し、給食室を閉鎖。同年4月から中央共同調理場からの配送へ移行。
  - 9月 - 最後の酒谷児童館・小学校・中学校合同秋季大運動会を開催。
- 2016年（平成28年）4月1日 - 日南市立酒谷中学校の閉校により、中学校区が日南市立飫肥中学校に変更となる。

## 交通アクセス
最寄りの鉄道駅
- JR九州 日南線 「飫肥駅」

最寄りのバス停
- 日南市コミュニティバス 「酒谷小学校」バス停

最寄りの幹線道路
- 国道222号

## 周辺
- 酒谷郵便局
- 宮崎南部森林管理署 新村森林事務所
- 酒谷川